# Údolí (Nové Hrady)
Údolí (německy Niederthal) je vesnice, část města Nové Hrady v okrese České Budějovice v Jihočeském kraji. Nachází se asi půl kilometru západně od Nových Hradů. Prochází zde silnice II/156. Údolí leží v katastrálním území Údolí u Nových Hradů o rozloze 14,25 km².

## Historie
První písemná zmínka o vesnici pochází z roku 1359. V roce 1921 v obci Údolí stálo 132 domů a žilo zde 741 obyvatel, z toho 91 Čechoslováků, 624 Němců a 3 Židé. V letech 1938 až 1945 bylo Údolí v důsledku uzavření Mnichovské dohody přičleněno k nacistickému Německu.

## Obyvatelstvo
| Rok            | 1869 | 1880 | 1890 | 1900 | 1910 | 1921 | 1930 | 1950 | 1961 | 1970 | 1980 | 1991 | 2001 | 2011 | 2021 |
| -------------- | ---- | ---- | ---- | ---- | ---- | ---- | ---- | ---- | ---- | ---- | ---- | ---- | ---- | ---- | ---- |
| Počet obyvatel | 757  | 929  | 901  | 849  | 787  | 741  | 704  | 360  | 339  | 238  | 163  | 120  | 125  | 138  | 162  |
| Počet domů     | 103  | 104  | 125  | 121  | 135  | 132  | 135  | 116  | 116  | 75   | 62   | 54   | 104  | 111  | 108  |

## Obecní správa
Při sčítání lidu v letech 1850–1885 Údolí bylo osadou města Nové Hrady v okrese Kaplice. V letech 1885–1960 bylo samostatnou obcí, se kterým patřilo nejprve do okresu Kaplice, ale v roce 1950 v okrese Trhové Sviny a od roku 1960 v okrese České Budějovice. Od 12. června 1960 je opět částí města Nové Hrady v okrese České Budějovice.

## Pamětihodnosti
- Tvrz Cuknštejn

## Chráněné části přírody
- Národní přírodní památka Terčino údolí, romantický krajinný park
- Přírodní památka a evropsky významná lokalita Sokolí hnízdo a bažantnice
- Stropnice (evropsky významná lokalita)
- Přírodní park Novohradské hory
- Strom svatebčanů, památný dub letní

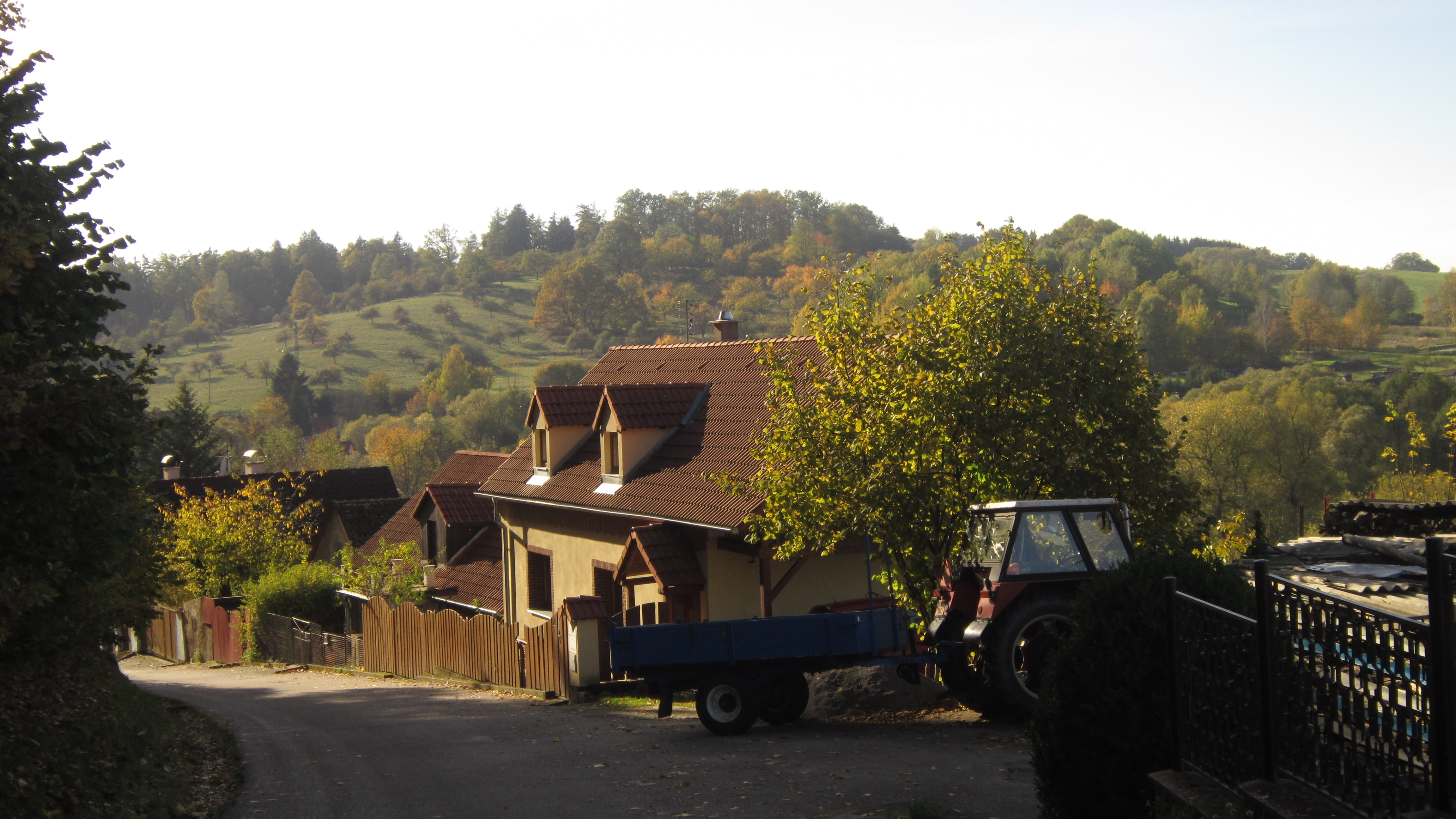
Cesta z Nových Hradů do Údolí